# Branko Radičević
Aleksije „Branko” Radičević (în sârbă Алексије Бранко Радичевић; n. 18 martie 1824, Slavonski Brod, Regatul Croației, Imperiul Austriac – d. 18 iunie 1853, Viena, Imperiul Austriac) a fost un poet sârb care a scris în perioada romantismului.

## Biografie

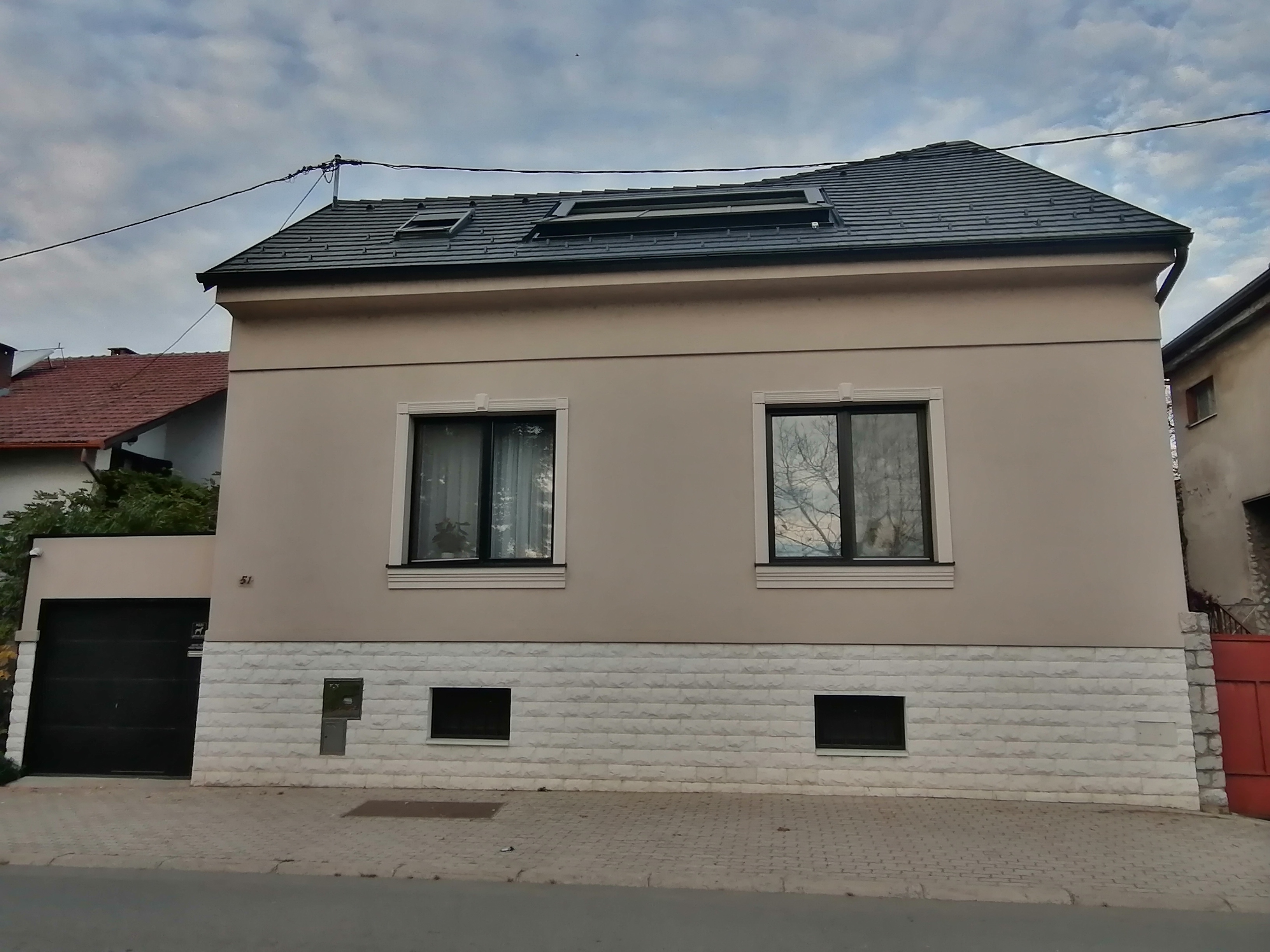
Casa lui Branko Radičević din Slavonski Brod

Branko Radičević s-a născut în Slavonski Brod la 15 martie 1824. Prenumele său de botez a fost Aleksije, pe care l-a schimbat ulterior în Branko, un nume mai comun în rândul sârbilor. A absolvit liceul în Sremski Karlovci, locul de inspirație al celor mai reușite poezii ale sale. A urmat apoi studii la Viena.
În 1847 a publicat primul său volum de poezie, marcând începutul unei noi ere în literatura sârbă⁠(d). A vizitat Serbia, dar s-a întors curând la Viena pentru a-și continua studiile de medicină. Acolo s-a aflat în contact cu numeroși intelectuali sârbi, fie stabiliți în oraș, fie aflați în trecere, printre care prietenul său de o viață Bogoboj Atanacković, Vuk Karadžić, Đuro Daničić, Milica Stojadinović-Srpkinja și Petar al II-lea Petrović-Njegoš.
Cel de-al doilea volum de poezie al lui Radičević este considerat mai slab decât primul. Spre sfârșitul vieții, a scris poemul notabil Kad mlidijah umreti („Când mă gândeam la moarte”).
A fost printre primii autori care au abordat poezia în limbajul simplu al poporului. A încercat să redea ritmul cântecului popular, sprijinind astfel convingerea lui Vuk Karadžić că și poezia poate fi scrisă în limba sârbă reformată. Radičević s-a dovedit a fi o figură esențială în succesul reformei lingvistice inițiate de Vuk Karadžić, reunind în jurul său o întreagă generație de tineri scriitori și poeți dedicați acestei cauze.
Skerlić a scris în Istoria noii literaturi sârbe că Branko Radičević a avut o influență semnificativă asupra lui Jovan Jovanović Zmaj, Bogoboj Atanacković, Kosta Ruvarac, Jovan Grčić Milenko și a altor poeți și scriitori sârbi ai epocii.
Radičević a murit de tuberculoză la Viena în 1853, iar în 1883 rămășițele sale au fost reînhumate la Stražilovo.

## Poezie

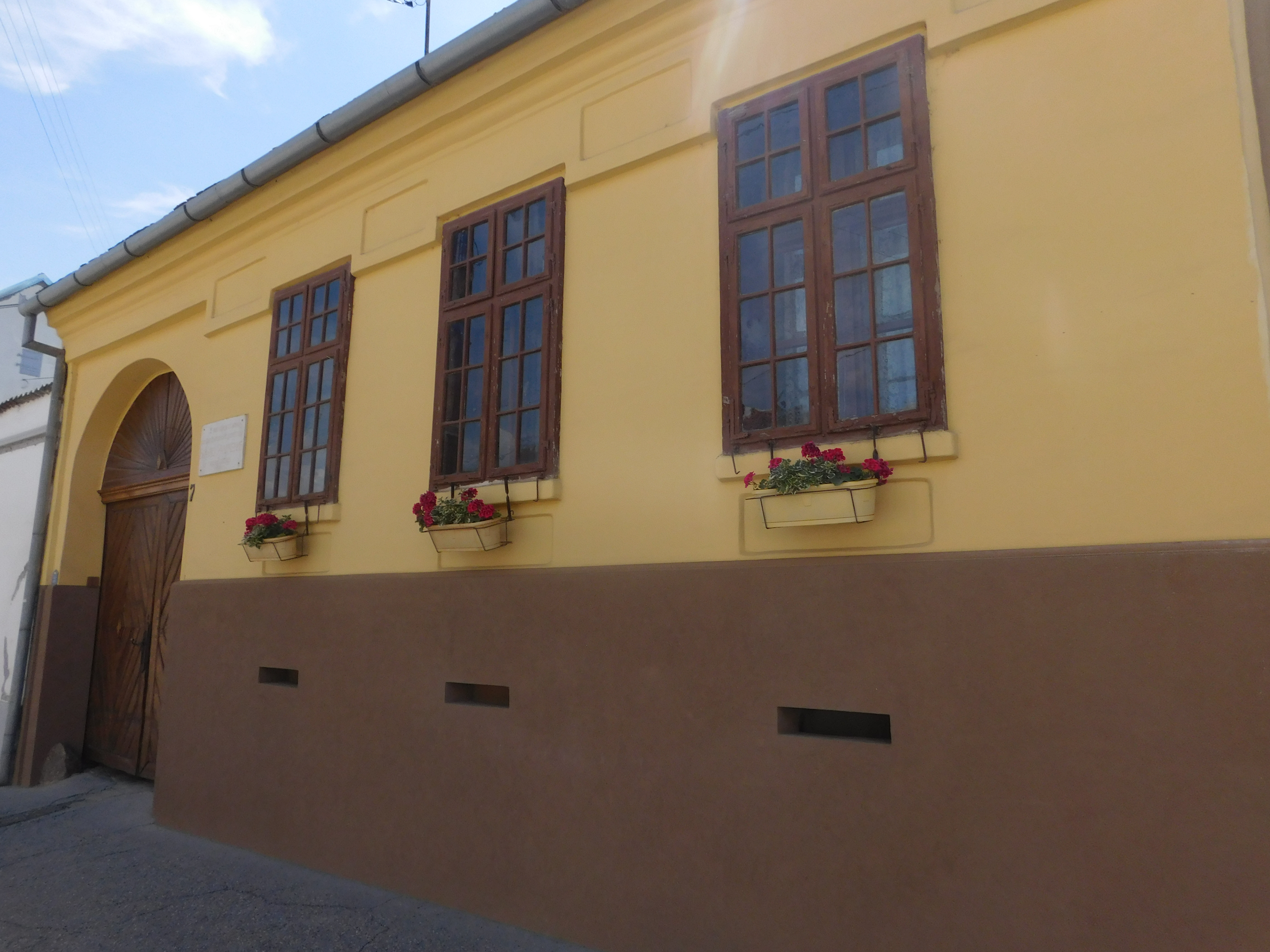
Casa lui Branko Radičević în Sremski Karlovci

Đački rastanak (Despărțirea colegilor) este cea mai populară dintre lucrările sale. În aceasta, Radičević a portretizat viața studenților universitari, lăsându-se pentru o vreme cuprins de impresiile efemere ale momentului.
În Put (Călătoria), o alegorie magnanimă, Radičević își demonstrează abilitatea în folosirea nomenclaturii satirice, stigmatizând adversarii Vuk Stefanović Karadžić care dezaprobau reformele limbii și ortografiei.
Cu Bezimena (Fără nume), și-a schimbat stilul, trecând de la influențele lui Byron și ale romantismului, către cele ale lui Pușkin și Vissarion Belinski în eseul său din 1843 despre Pușkin și Realism.
Opera sa a adus o contribuție semnificativă victoriei lui Vuk în bătălia culturală pentru reforma limbii.

## Moștenire

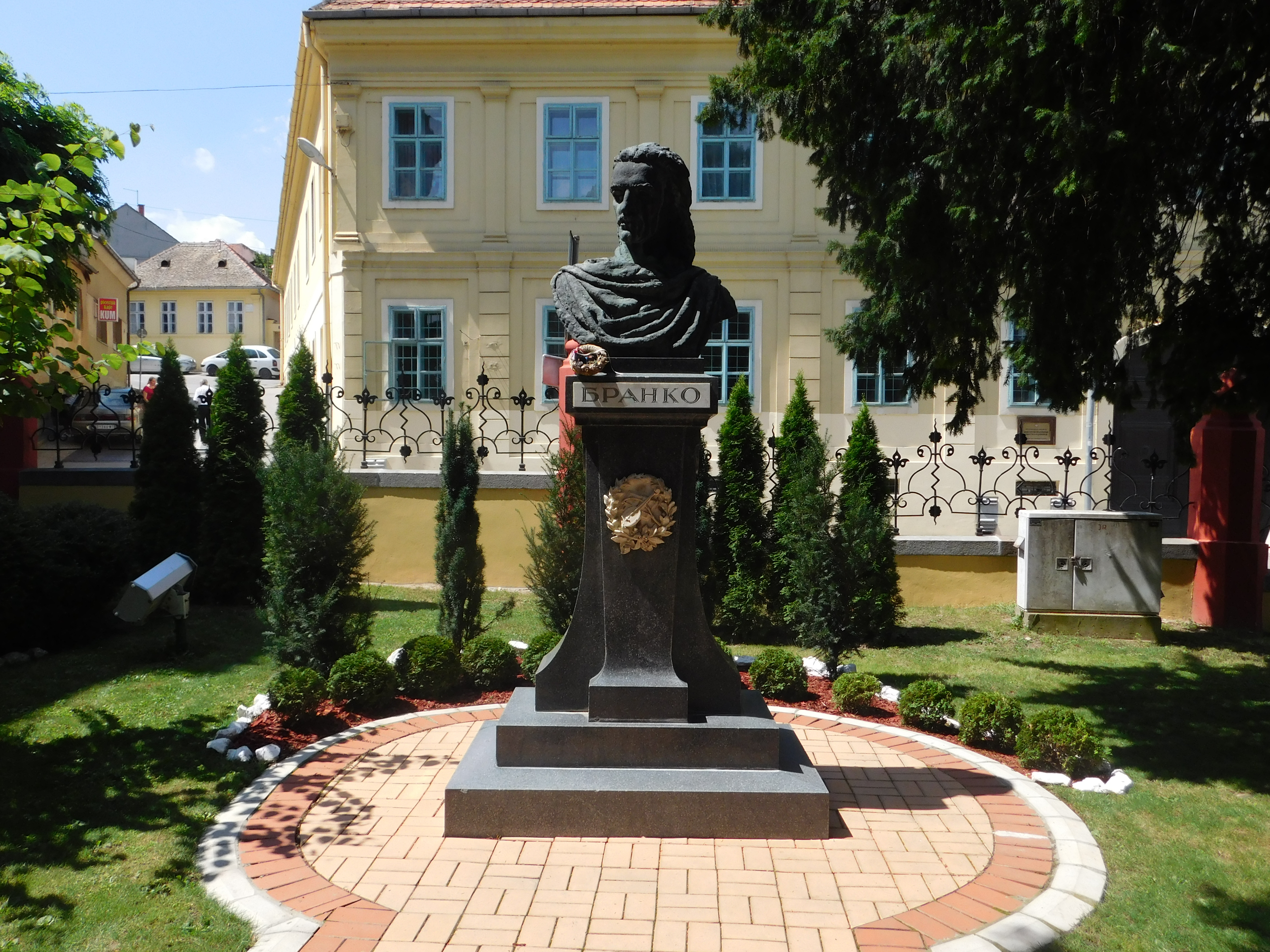
Monumentul lui Branko Radičević în Sremski Karlovci

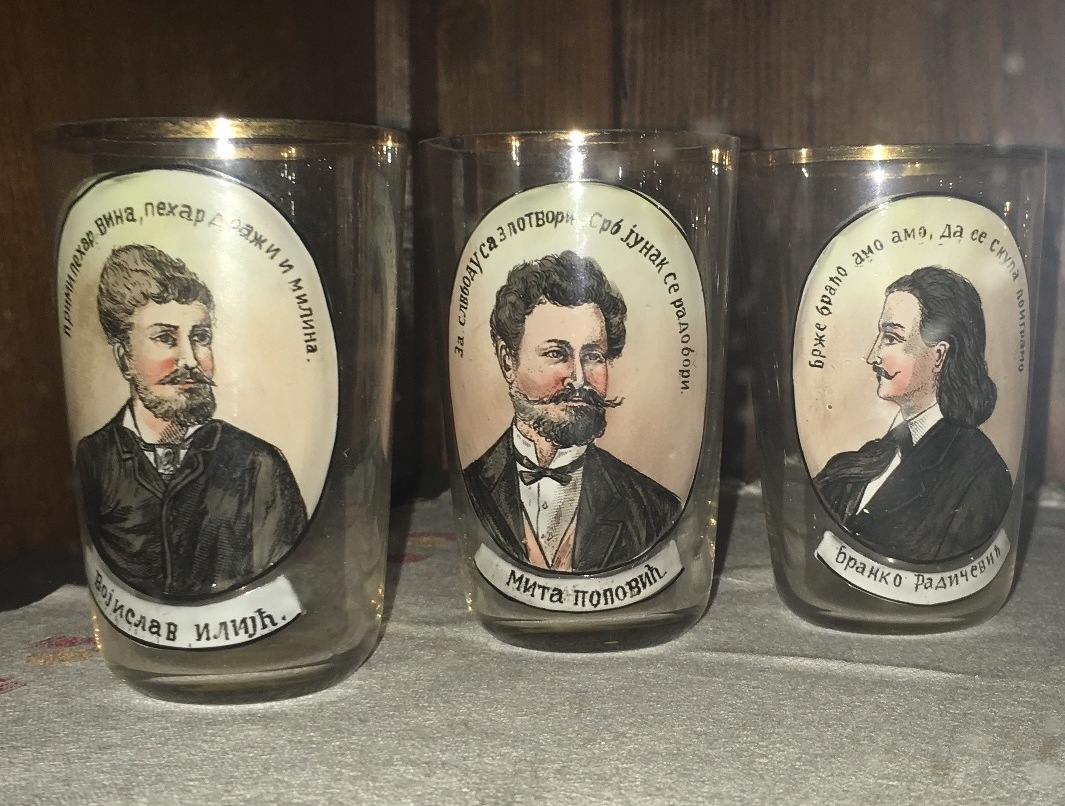
Pahar cu portretul lui Radičević, Casa Despić

Radičević a lăsat unele lucrări neterminate. Dintre acestea, se remarcă un text care merită o atenție deosebită în orice cercetare despre ironia romantică slavă, și ambițiosul poem neterminat de 1477 de versuri, compus în 1849, care avea două titluri: Ludi Branko (Branko nebunul) și Bezimena (Fără nume). Șaptezeci și patru de ani mai târziu, criticii literari Pavle Popović și fratele său Bogdan Popović au considerat că în acest fragment poetic „nu există poezie” și că „nu merită niciun compliment de niciun fel”.
Este inclus în lista celor mai renumiți sârbi. A influențat generațiile viitoare de poeți sârbi, inclusiv Đura Jakšić, Jovan Milenko Grčić și Miloš Crnjanski.
Statuia sa realizată de Jovan Soldatović și o placă comemorativă pe casa natală au fost îndepărtate în anii '90 din Slavonski Brod. În prezent, există discuții în curs pentru reconstrucția statuii.
Mai multe dintre poeziile sale au fost transcrise în muzică.
Premiul Branko a fost fondat în 1954 în onoarea sa și este acordat pentru cea mai bună carte de poezie în limba sârbo-croată, publicată de autori sub 30 de ani.
Piațele din Zemun și Sremski Karlovci poartă numele său.
Școlile din Batajnica, Velika Moštanica, Novi Beograd, Novi Sad, Banja Luka, Negotin, Smederevo și alte orașe poartă numele său.

## Lucrări selectate
- Kad mlidijah umreti (Cum mă gândeam să mor)[6]
- Tuga i opomena (Tristețe și avertisment)[23]
- Đački rastanak (Despărțirea colegilor)[24]
- Put (Călătorie)[8]
- Bezimena (Fără nume)[8]
- Utopljenica[8]
- Osveta[8]